# Warneckea microphylla
Warneckea microphylla är en tvåhjärtbladig växtart som först beskrevs av Ernest Friedrich Gilg, och fick sitt nu gällande namn av Attila L. Borhidi. Warneckea microphylla ingår i släktet Warneckea och familjen Melastomataceae. Inga underarter finns listade i Catalogue of Life.